# Émilie Caen

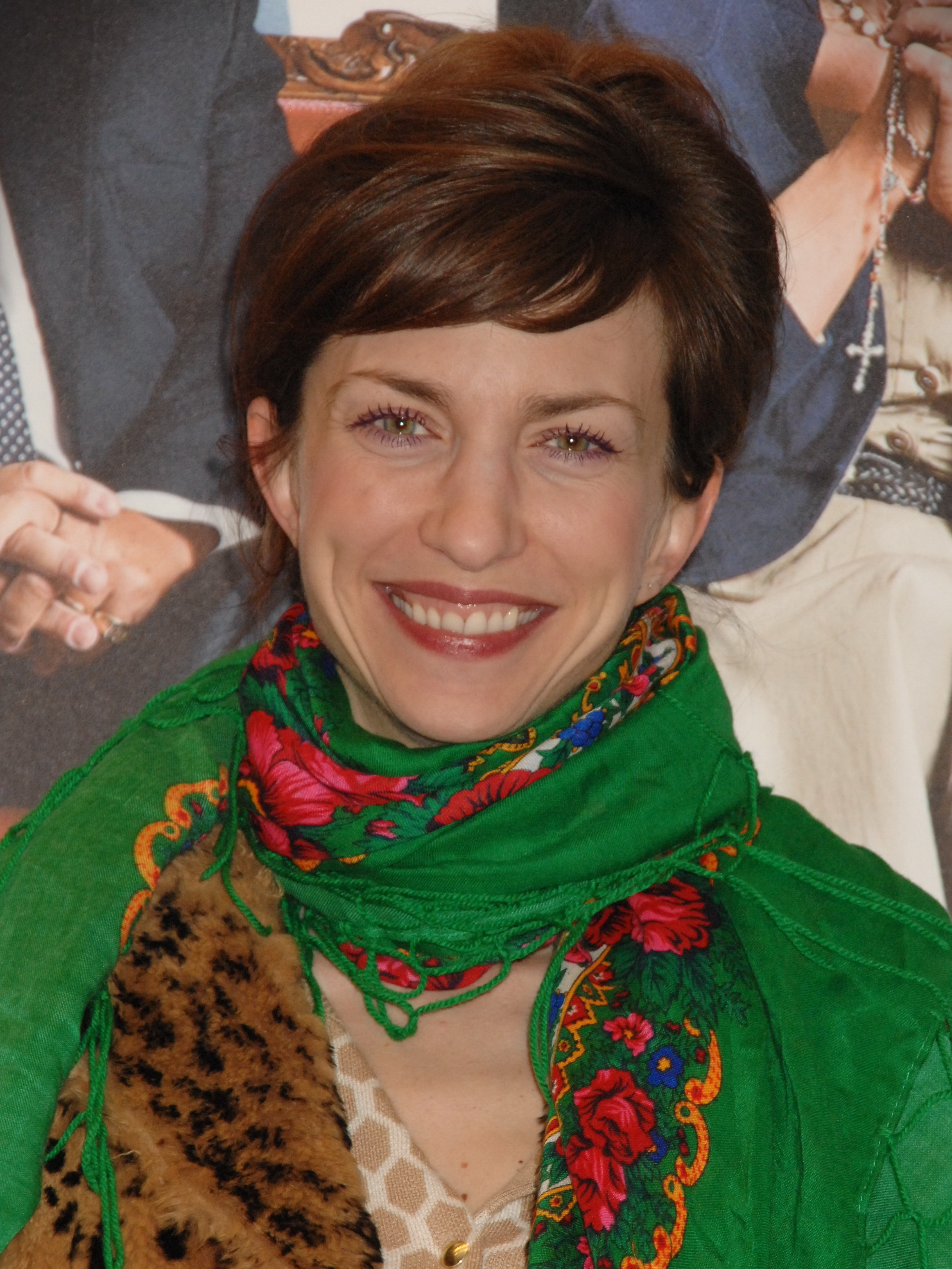
Émilie Caen

Émilie Caen (* 20. Jahrhundert) ist eine französische Schauspielerin.

## Leben
Émilie Caen wurde in Paris an der Schauspielschule von Jean Périmony ausgebildet. Ende der 1990er Jahre hatte sie ihre ersten Auftritte am Theater und Anfang der 2000er auch in Film und Fernsehen. 2011 spielte sie die Galeristin in Ziemlich beste Freunde. 2014 spielte sie „Ségolène Ling Verneuil“ in Monsieur Claude und seine Töchter, die sie auch in den beiden Fortsetzungen spielte.

## Filmografie (Auswahl)
- 2007: Julie Lescaut (Fernsehserie, 1 Folge)
- 2011: Ziemlich beste Freunde (Intouchables)
- 2012: My Way – Ein Leben für das Chanson (Cloclo)
- 2012: La clinique de l’amour!
- 2013: Profiling Paris (Fernsehserie, 1 Folge)
- 2014: Monsieur Claude und seine Töchter (Qu’est-ce qu’on a fait au Bon Dieu?)
- 2014: 24 jours
- 2014: Niemand weiss davon (Pilules Bleues)
- 2015: Le Mystère du lac (Miniserie)
- 2017: Candice Renoir (Fernsehserie, 2 Folgen)
- 2019: Monsieur Claude 2 (Qu’est-ce qu’on a encore fait au Bon Dieu?)
- 2019: Meine geistreiche Familie (L’Esprit de famille)
- 2020: Büro der Legenden (Le Bureau des légendes, Fernsehserie, 2 Folgen)
- 2021: Monsieur Claude und sein großes Fest (Qu’est-ce qu’on a tous fait au Bon Dieu?)